# Listă de conducători de stat din 532
528 - 529 - 530 - 531 - 532 - 533 - 534 - 535 - 536
Aceasta este o listă a conducătorilor de stat din anul 532:

## Europa
- Anglia, statul anglo-saxon Kent: Eormenric (rege, ?-?) (?)
- Anglia, statul anglo-saxon Sussex: rege necunoscut
- Anglia, statul anglo-saxon Wessex: Cerdic (rege, 519-534)
- Bizanț: Justinian I cel Mare (împărat din dinastia Justiniană, 527-565)
- Burgunzii: Godomar al II-lea (conducător, 524-534)
- Francii cu sediul la Metz/Reims (Austrasia): Theuderich I (rege din Dinastia_Merovingiană, 511-534)
- Francii cu sediul la Orléans (Burgundia): Childebert_I (rege din dinastia Merovingiană, 524-558; totodată, rege la Paris, 511-558)
- Francii cu sediul la Paris: Childebert_I (rege din dinastia Merovingiană, 511-558; ulterior, rege în Burgundia, 524-558)
- Francii cu sediul la Soissons (Neustria): Chlothar_I (rege din Dinastia_Merovingiană, 511-561; ulterior, rege în Austrasia, 555-561; ulterior, rege în Burgundia, 558-561; ulterior, rege la Paris, 558-561)
- Gruzia: Dahi (suveran din dinastia Chosroidă, 522-534)
- Longobarzii: Wacho (rege din Dinastia_Lethingilor, 510-539)
- Ostrogoții: Athalaric (rege, 526-534)
- Scoția, statul picților: Gartnait al III-lea (rege, cca. 530-cca. 537)
- Scoția, statul celt Dalriada: Comgall (rege, 506?-538?)
- Statul papal: Bonifaciu al II-lea (papă, 530-532)
- Suevii: Hermenric al II-lea sau Rechila al II-lea sau Requiari al II-lea (rege) (?)
- Vandalii: Gelimer (rege, 530-533)
- Vizigoții: Theudis (rege, 531-548)

## Africa
- Bizanț: Justinian I cel Mare (împărat din dinastia Justiniană, 527-565)
- Vandalii: Gelimer (rege, 530-533)

## Asia

### Orientul Apropiat
- Bizanț: Justinian I cel Mare (împărat din dinastia Justiniană, 527-565)
- Persia: Chosroes I (suveran din dinastia Sasanizilor, 531-579)

### Orientul Îndepărtat
- Cambodgia, statul Fu Nan: Rudravarman (Liute-bamo) (rege din a doua dinastie, cca. 514-545/550)
- Cambodgia, statul Tjampa: Rudravarman I (rege din a patra dinastie, 529?-605)
- Cambodgia, statul Chenla: Șrutavarman (rege, cca. 500-cca. 545)
- China: Xiao Yan (împărat din dinastia Liang, 502-549)
- China: Jie Mindi (împărat din dinastia Wei de nord, 531-532), Feidi (împărat din dinastia Wei de nord, 531-532) și Xiaowu Di (împărat din dinastia Wei de nord, 532-534)
- Coreea, statul Koguryo: Anwon (Poyon) (rege din dinastia Ko, 531-545)
- Coreea, statul Paekje: Song (rege din dinastia Ko, 523-554)
- Coreea, statul Silla: Pophung (Wonjong) (rege, 514-540)
- India, statul Magadha: Kumara Gupta al III-lea (?-?) (?)
- India, statul Pallava: Buddhavarman (rege din prima dinastie, cca. 520-cca. 540)
- Japonia: Ankan (împărat, 531-535)
- Sri Lanka: Silakala și Ambasamanera (regi din dinastia Silakala, 524-537)